# Tyndallhydrus
Tyndallhydrus is een geslacht van kevers uit de familie  waterroofkevers (Dytiscidae).
Het geslacht is voor het eerst wetenschappelijk beschreven in 1882 door Sharp.

## Soorten
Het geslacht omvat de volgende soort:
- Tyndallhydrus caraboides Sharp, 1882